# 世界电子贸易平台
世界电子贸易平台（英語：Electronic World Trade Platform，简称eWTP）是由马云提出成立的一个民间企业驱动平台。

## 简介
2016年初，阿里巴巴集团董事局主席马云首次公开谈及“世界电子贸易平台”这一概念。2016年3月23日在博鳌亚洲论坛上，马云正式倡议建立该平台，以帮助占全球企业总数80%的没有机会参与经济全球化的企业，特别是帮助中小企业、发展中国家、妇女、年轻人，进入全球市场。为此，马云在半年内走访了30多个国家，使该设想被纳入二十国集团工商峰会（B20）政策建议，随后提交给2016年二十国集团领导人杭州峰会。《二十国集团领导人杭州峰会公报》第30条称，“我们欢迎二十国集团工商峰会对加强数字贸易和其他工作的兴趣，注意到其关于构建全球电子商务平台的倡议。”
2016年底，阿里巴巴与中国（杭州）跨境电子商务综合试验区宣布将继续合作推动在杭州打造全球首个eWTP试验区。 
2017年3月22日，eWTP在马来西亚落地签约仪式在吉隆坡举行，阿里巴巴集团董事局主席马云、阿里巴巴集团CEO张勇、菜鸟网络总裁万霖与在场的十余家中国物流企业高层共同见证。据统计，签约仪式现场的中国物流企业的快递运力已占全球近半数，这是他们第一次集体出海。该项目由阿里巴巴生态的组成部分、东南亚最大的在线购物平台Lazada与菜鸟网络共同牵头。物流枢纽设在吉隆坡国际机场。按规划，2017年底前，阿里巴巴集团、菜鸟网络、Lazada将与马来西亚邮政一起启动该项目初始阶段。2019年底前，该物流枢纽将投入使用，吉隆坡将成为中国境外首个服务于eWTP的国际超级物流枢纽暨数字中枢（e-hub）。
2017年7月20日，肯尼亚总统乌胡鲁·肯雅塔与来访的阿里巴巴集团董事局主席、联合国特别顾问马云会谈，讨论了在肯尼亚建设非洲首个eWTP数字中枢的潜力。